# 世界水資源論壇
世界水資源論壇為國際間重要之水資源會議。世界水資源協會（World Water Council, WWC）成立於1996年，旨在提供改善水資源管理以達永續利用，會員主要以水資源決策者為主。
WWC每三年辦理一場大型世界水資源會議，目前已辦理八屆。第一屆於1997年在摩洛哥舉行，會中決議訂定WWC的發展方向為「21世紀之水、生命、環境願景」。
第二屆於2000年3月在荷蘭海牙舉行，與會人員來自130個國家，包括114位部長級代表，堪稱有史以來最大的國際水資源政策集會。本次會議係以「將願景付諸行動」為主題，與會代表一致同意通過「海牙聲明」（the Declaration of Hague）：在水資源利用方面，著重於自然生態用水、水與觀光、流域間水資源移用等議題。
第九屆論壇將於2021年在[塞内加尔]达喀尔舉辦。
| 屆次   | 举办国家   | 举办城市   | 年份 |
| ------ | ---------- | ---------- | ---- |
| 第十屆 | 印度尼西亚 | 巴厘省     | 2024 |
| 第九屆 | 塞内加尔   | 达喀尔     | 2021 |
| 第八屆 | 巴西       | 巴西利亞   | 2018 |
| 第七屆 | 韓國       | 大邱广域市 | 2015 |
| 第六屆 | 法國       | 馬賽       | 2012 |
| 第五屆 | 土耳其     | 伊斯坦布尔 | 2009 |
| 第四屆 | 墨西哥     | 墨西哥城   | 2006 |
| 第三屆 | 日本       | 京都       | 2003 |
| 第二屆 | 荷蘭       | 海牙       | 2000 |
| 第一屆 | 摩洛哥     | 马拉喀什   | 1997 |

## 外部連結
- 世界水資源協會 官方網站 （页面存档备份，存于）（英文）（法文）（简体中文）（西班牙文）（俄文）